# ترجمه قرآن به زبان آلمانی
| ردیف | مترجم قرآن                | محل چاپ   | تاریخ چاپ (میلادی) |
| ---- | ------------------------- | --------- | ------------------ |
| ۱    | سالومون شوایگر            | نورنبرگ   | ۱۶۱۶               |
| ۲    | تئودور آرنولد             | لمکو      | ۱۷۴۶               |
| ۳    | داوید فردریش مگرلین       | فرانکفورت | ۱۷۷۲               |
| ۴    | فردریش ابرهارد بویزن      | هاله      | ۱۷۷۳               |
| ۵    | ساموئل فریدریش گونتر واهل | هاله      | ۱۸۲۸               |
| ۶    | لودویگ اولمان             | کرفلد     | ۱۸۴۰               |
| ۷    | گوستاو فلوگل              |           | ۱۸۴۱               |
| ۸    | فردریش روکرت              | فرانکفورت | ۱۸۸۸               |
| ۹    | تئودور گریگول             | هاله      | ۱۹۰۱               |
| ۱۰   | ماکس هنینگ                | لایپزیک   | ۱۹۶۰               |
| ۱۱   | اریش بشهوف                | لایپزیک   | ۱۹۰۴               |
| ۱۲   | آرنست هاردر               | لایپزیک   | ۱۹۱۵               |
| ۱۳   | رودی پارت                 | اشتوتگارت | ۱۹۶۲               |

## یادداشت
1. ↑  David Friederich Megerlin
2. ↑  Friedrich Eberhard Boysen
3. ↑  Samuel Friedrich Günther Wahl